# Imperator: Rome
Imperator: Rome ist ein Globalstrategiespiel des schwedischen Computerspieleentwicklers Paradox Interactive, das am 25. April 2019 veröffentlicht wurde. Es ist der geistige Nachfolger des 2008 erschienenen Europa Universalis: Rome.

## Entwicklung
Das Spiel wird von Paradox’ hauseigenem Entwicklerstudio Paradox Development Studio entwickelt. Produzent ist Johan Andersson, welcher an Projekten wie der Europa-Universalis-Reihe oder an den Hearts-of-Iron-Spielen beteiligt war.
Am 2. Mai 2019 wurde das Update Demetrius veröffentlicht. Dabei wurden zahlreiche Fehler behoben und die Performance deutlich angehoben.
Kurz nach dem zweiten Jubiläum und der Veröffentlichung des umfangreichen Updates 2.0 Marius wurde bekanntgegeben, dass die Weiterentwicklung zugunsten anderer Projekte des Development Studios pausiert ist und die Entwickler auf diese verteilt werden. Die Arbeit am Spiel soll allerdings zukünftig noch weitergehen.

## Marketing
Die Entwicklung wurde am 19. Mai 2018 bekannt gegeben, nach Spekulationen über einen Nachfolger des Strategiespiels Victoria II. Als geplanter Termin des Releases wurde der 23. April 2019 angegeben.
Das Spiel wird offiziell über Steam, im hauseigenen Paradox Plaza und bei GoG vertrieben. Dabei gibt es neben einer „normalen“ Version, die für 39,99 € erhältlich ist, die Deluxe-Version (54,99 €), welche zusätzlich zum Hauptspiel die exklusive Erweiterung Hellenistische Welt, ein digitales Artbook, Hintergrundbilder sowie Inhalte für das Paradox eigene Forum enthält.
Ab dem 12. Februar 2019 bis zur Veröffentlichung fand wöchentlich eine sogenannte Dev Clash Week statt, in der die Entwickler gegeneinander antraten. Die Aufnahmen wurden auf der Twitch-Seite des Publishers live übertragen und auf dem Paradox-XL-Youtube-Kanal hochgeladen.

## Rezeption
Die Kritiken fielen gemischt aus. Erste Tests seriöser Fachzeitschriften waren durchaus positiv. Gelobt wurde die große detaillierte Spielwelt, sowie die zahlreichen Funktionen, die das Spiel bietet. Bemängelt wurde vor allem der schwere Einstieg in das Spiel.
Die Spielerschaft bewertete das Spiel anfangs deutlich negativer. Einen Monat nach der Veröffentlichung hatte Imperator auf Steam eine Wertung von „größtenteils negativ“, mit 38 % positiver Resonanz. Bei GoG erreichte Imperator: Rome 2,8 von 5 Sternen. Dies ist für ein Globalstrategiespiel von Paradox ein überraschend negativer Wert. Als Grund für die negativen Bewertungen werden häufig das uninspirierte Politiksystem, sowie die fehlende Tiefe, für die Paradox-Spiele eigentlich bekannt sind, genannt.
Von der Presse wurde Imperator: Rome überwiegend positiv aufgenommen. Laut dem deutschsprachigen Onlinemagazin 4Players sei das Spiel „über weite Strecken faszinierend angesichts des enormen Spektrums an Möglichkeiten, aber manchmal frustrierend en detail und zu statisch in der Präsentation.“ GameStar sah die größte Schwäche in der mangelnden Einsteigerfreundlichkeit.

„Das wirkt alles grundsolide, wer sich allerdings neue Impulse erhofft hatte, wird enttäuscht werden. Veteranen finden sich schnell zurecht, Neueinsteiger hingegen werden weiterhin ihre Mühe haben, weil viele Regeln nur unzureichend erklärt werden.“

Auch der PC-Games-Tester nennt das Spiel unnötig schwer zu erlernen. Zudem wirke es etwas altbacken, sei aber in seiner Komplexität fair und biete einen enormen Wiederspielwert.
Laut dem GameStar-Nachtest zur Version 2.0 wurde das Spiel durch Updates deutlich verbessert.

## Spielmechaniken
Imperator: Rome basiert auf der Clausewitz Engine, die seit 2007 in Paradox’ Grand-Strategy-Spielen verwendet wird. Zusätzlich dazu wurde eine Software namens Jomini integriert, welche die Erstellung von Mods vereinfachen soll.
Das Spiel selbst spielt im Zeitalter der Antike. Der Spieler startet im Jahr 304 v. Chr., welches im Spiel mit 450 AUC angegeben wird, was die Zeitrechnung des Antiken Rom darstellt. Zeitgeschichtlich spielt es also während der Zeit der Diadochenreiche, nach dem Tod Alexanders des Großen und vor dem Aufstieg des Römischen Reichs. Die Spielkarte reicht vom Westen der Iberischen Halbinsel bis nach Indien und enthält über 7000 Städte, womit es laut Paradox Games die detaillierteste Spielkarte in einem Grand-Strategy-Spiel von Paradox ist. Wie von anderen Paradox-Grand-Strategy-Spielen üblich, ist es möglich jede Nation auf der Karte zu spielen. Rein spielerisch ist es eine Mischung aus den anderen Titeln von Paradox. So finden sich Elemente wie die Anzeige des Schlachtenausgangs aus Hearts of Iron oder das detaillierte Charaktermanagement aus Crusader Kings II und die diplomatische Vielfalt aus Europa Universalis. Allerdings finden sich auch Neuerungen wie Barbareninvasionen.
Ziel des Spiels ist es, seine Nation bis zum Spielende zu erhalten und optional auch zu expandieren und ein Imperium zu erschaffen.

## Erweiterungen
Für Imperator: Rome existieren derzeit vier Erweiterungen:
- Die kostenlose Erweiterung The Punic Wars Content Pack bereichert den Konflikt zwischen den Großmächten im Mittelmeer, Rom und Karthago, mit zwei neuen Missionsbäumen, Einheitenmodellen und Ereignissen. Sie erschien am 3. Dezember 2019.[24]
- Das Magna Graecia Content Pack, das Ende März 2020 erschien, ergänzt Missionen, heilige Stätten, Reliquien und das Apotheose-System für die griechischen Stadtstaaten.[25]
- Das kleine Epirus Content Pack fügt neue Einheitenmodelle, Ereignisse und ein Monument in Bezug auf Epirus und Pyrrhos I. hinzu. Es kam am 11. August 2020 heraus.[26]
- Die bislang größte Erweiterung ist das Heirs of Alexander Content Pack, welches sich den Nachfolgereichen der Feldzüge Alexanders des Großen widmet. Es stellt ihnen einzigartige Missionsbäume, neue Gottheiten, Schätze, Ereignisketten und Musikstücke zur Verfügung und implementiert erstmals eine Funktion zum Bau von Monumenten. Sie ist seit Februar 2021 erhältlich.[27]